# Рендолф (округ, Арканзас)
Шаблон:StateAbbr_ 36°20′41″ пн. ш. 91°00′46″ зх. д. / 36.344722222222° пн. ш. 91.012777777778° зх. д.
Округ Рендолф (англ. Randolph County) — округ (графство) у штаті Арканзас. Ідентифікатор округу 05121.

## Історія
Округ утворений 1835 року.

## Демографія
За даними перепису
2000 року
загальне населення округу становило 18195 осіб, зокрема міського населення було 5756, а сільського — 12439.
Серед мешканців округу чоловіків було 8914, а жінок — 9281. В окрузі було 7265 домогосподарств, 5242 родин, які мешкали в 8268 будинках.
Середній розмір родини становив 2,93.
Віковий розподіл населення поданий у таблиці:
| Стать    | До 15 років | 15-21 | 22-29 | 30-39 | 40-49 | 50-65 | 65-85 | Понад 85 |
| -------- | ----------- | ----- | ----- | ----- | ----- | ----- | ----- | -------- |
| Чоловіки | 1938        | 943   | 773   | 1173  | 1251  | 1555  | 1177  | 104      |
| Жінки    | 1721        | 793   | 832   | 1242  | 1246  | 1630  | 1520  | 297      |

## Виноски
1. ↑  U.S. Decennial Census. United States Census Bureau. Архів оригіналу за 26 квітня 2015. Процитовано 27 серпня 2015.
2. ↑  Historical Census Browser. University of Virginia Library. Архів оригіналу за 11 серпня 2012. Процитовано 27 серпня 2015.
3. ↑  Forstall, Richard L., ред. (27 березня 1995). Population of Counties by Decennial Census: 1900 to 1990. United States Census Bureau. Процитовано 27 серпня 2015.
4. ↑  Census 2000 PHC-T-4. Ranking Tables for Counties: 1990 and 2000 (PDF). United States Census Bureau. 2 квітня 2001. Процитовано 27 серпня 2015.
5. ↑  American FactFinder. Бюро перепису населення США. Архів оригіналу за 26 лютого 2012. Процитовано 31 січня 2008.

| США | Це незавершена стаття з географії США. Ви можете допомогти проєкту, виправивши або дописавши її. |